# اتحاد برمودا لكرة القدم
تأسس اتحاد جزر برمودا لكرة القدم في عام 1928م وانضم إلى الإتحاد الدولي لكرة القدم في 1962م وإنضم إلى اتحاد أمريكا الشمالية لكرة القدم في 1962م.

## روابط إضافية
- Bermuda at the FIFA website.